# Rezerwat przyrody Zabrzeźnia
Rezerwat przyrody Zabrzeźnia – leśny rezerwat przyrody utworzony 1 sierpnia 1984 r. decyzją ówczesnego wojewody łódzkiego (Zarządzenie Ministra Leśnictwa i Przemysłu Drzewnego z dnia 4 lipca 1984). Obejmuje on powierzchnię 27,62 ha i położony jest ok. 2 km na północny zachód od centrum Głowna (w granicach miasta), w powiecie zgierskim, w województwie łódzkim.
Głównym celem ochrony jest zachowanie i ochrona jodły pospolitej (Abies alba), występującej w tym rezerwacie na północnej granicy jej naturalnego zasięgu oraz naturalizacja występujących w rezerwacie zespołów grądowych. W 1994 r. w rezerwacie spisano występujące w nim jodły: 78 sztuk, w tym 4 zamierające i 3 suche. Najwyższe przekraczały 30 m wysokości i miały po 110–165 cm obwodu w pierśnicy.
Obszar rezerwatu objęty jest ochroną czynną.